# Deepenhorngraben
Der Deepenhorngraben ist ein 2,6 km langer Hamburger Bach. Er durchfließt im äußeren Nordosten Hamburgs in südwestliche Richtung die Ortsteile Meiendorf und Berne.

## Geographie
Eine Quelle ist heute nicht mehr erkennbar. Der Ursprung liegt im Gebiet des Deepenhornteiches – früher eine sumpfige Wiese – im Hamburger Ortsteil Meiendorf. Dieser Teich wird von kleinen benachbarten Gräben (Deepenhorngraben, Islandgraben) sowie einem Regenwassersiel gespeist. Der Abfluss erfolgt durch ein unter der Leharstraße und dem Kriegkamp gelegenes Regenwassersiel, das dem alten Bachlauf folgt. Nach Unterquerung der U-Bahn-Linie 1 wird der Bach nördlich des U-Bahnhofs Berne wieder zum offenen Gewässer. Er durchfließt den Berner Gutspark und die Gutsteiche und mündet südlich der Straße Spannstücken in die Berner Au. Diese fließt über die Wandse und Alster zur Elbe ab.

## Beschreibung
Der Deepenhorngraben ist ein Gewässer 5. Ordnung. Sein Lauf ist zu 60 % verrohrt und damit nicht sichtbar. Der knapp einen Kilometer lange Unterlauf befindet sich aber in naturnahem Zustand. Die Wasserführung wechselt stark und ist zeitweilig erheblich.